# Тајхте
Тајхте (словен. Tajhte) је насељено место у општини Шентјур, Савињска регија, Словенија.

## Историја
До територијалне реорганизације у Словенији биле су у саставу старе општине Шентјур при Цељу.

## Становништво
У попису становништва из 2011. године, Тајхте су имале 62 становника.
| Број становника према пописима | Број становника према пописима | Број становника према пописима |
| ------------------------------ | ------------------------------ | ------------------------------ |
| 1991                           | 2002                           | 2011                           |
| 58                             | 65                             | 62                             |